# 미쓰다 야스노리

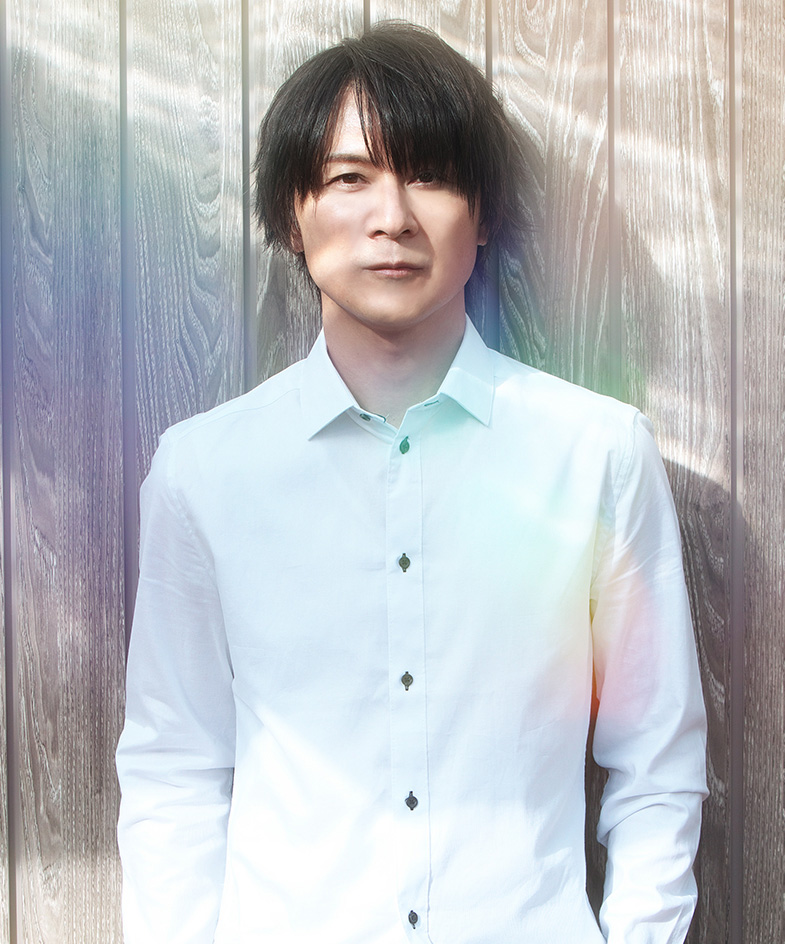

미쓰다 야스노리(光田康典, みつだやすのり) (1972년 1월 21일 - )는 일본의 게임 음악 작곡가이다. 프로키온 스튜디오 대표. 야마구치현 출신.

## 약력
- 대학졸업 후 1992년 스퀘어소프트에 입사, 초기에는 '파이널 판타지V', '성검전설2' 등의 게임에서 사운드 엔지니어, 효과음을 담당했다.
- 이후 음악을 맡고 싶다고 회사측에 계속 요구, 1995년 '크로노 트리거'의 음악을 맡으며 데뷔한다.
- 1998년 스퀘어를 퇴사하고 프리랜서로 활동, '마리오파티', '크로노 크로스' 등의 음악을 맡는다.
- 2001년 프로키온 스튜디오를 설립하고 '슬레이벨즈'라는 레이블을 통해 자신의 음악을 발표한다. 이 레이블로 나온 앨범은 자신의 사이트에서 통판을 통해 판매했으나 2004년부터는 소니뮤직을 통해 유통되어 일반 음악상점이나 다른 쇼핑몰에서도 판매된다.
- 2002년 제노사가 에피소드1의 음악을 맡아 런던 필하모니 오케스트라의 연주를 현지에서 수록. 주제가 싱글 'Kokoro Theme from Xenosaga Episode I'은 게임 음악으로는 처음으로 오리콘 싱글 차트 1위를 기록(외국 음악 부문).
- 2005년 5월에는 첫 오리지널 앨범 'kiRite'를 발표한다.